# 1221
1221 là một năm trong lịch Julius, là giao Canh Thìn và Tân Tỵ.

## Sự kiện
- Genghis Khan tiếng vào thung lũng Indus.
- Nhật hoàng Go-Horikawa lên ngôi vua Nhật Bản.

## Sinh
- 9 tháng 10 - Salimbene di Adam, nhà sử học Ý
- 23 tháng 11 - Vua Alfonso X của Castile (mất năm 1284)
- Bonaventure, nhà thần học và thánh người Ý (mất 1274)
- Bolesław the Pious, Công tước Đại Ba Lan (mất 1279)

## Mất
- Thiền sư Hiện Quang phái thiền Vô Ngôn Thông và Trúc Lâm Yên Tử